# Arqueologia da infância
A arqueologia da infância é um subcampo temático dentro da arqueologia. Trata-se de compreender como as sociedades humanas compreendem a fase da infância, bem como de buscar entender como as crianças vivem ou viveram em diferentes contextos culturais e sociais, por meio de objetos e outras materialidades relacionadas a esta fase da vida humana. Alguns registros mais comuns em sítios arqueológicos são as marcas de mãos de crianças em pinturas rupestres, pequenos artefatos cerâmicos - como vasilhas - produzidos por crianças, brinquedos, vestimenta, partes anatômicas de indivíduos nesta etapa de crescimento - esqueletos, ou outros registros associados às crianças. A arqueologia da infância pode ser entendida como um campo interdisciplinar dentro da própria arqueologia, uma vez que interage com outros subcampos como a bioarqueologia, arqueologia industrial, arqueologia de Gênero, entre outros.
Por muito tempo, as crianças passaram despercebidas por arqueólogos e arqueólogas no registro arqueológico. Somente após o surgimento das teorias feministas na arqueologia, que as crianças foram melhores estudadas no campo. Hoje compreende-se que o estudo das crianças na arqueologia é necessário e importante, pois considera-se que as crianças são indivíduos que alteram e que participam ativamente das sociedades às quais fazem parte, portanto sujeitos capazes de criar laços, vínculos e normas próprias, seja por meio de brincadeiras, mas também participando ativamente de aspectos econômicos de suas comunidades.